# Gare de Caldearenas-Aquilué
La gare de Caldearenas-Aquilué est une gare desservant le village de Caldearenas, située au point kilométrique 156 sur la ligne reliant Saragosse à Canfranc, en Aragon. Elle est inaugurée en 1893, lorsque le tronçon Huesca - Jaca de la ligne est mis en service. 